# Acacia bakeri
Acacia bakeri é uma espécie de leguminosa do gênero Acacia, pertencente à família Fabaceae.